# Статистическая физика
Статисти́ческая фи́зика — раздел теоретической физики, посвящённый изучению систем, состоящих из большого числа частиц (молекул, атомов, электронов и т. д.), исходя из свойств этих частиц и взаимодействий между ними. Изучаемые системы могут быть как классическими, так и квантовыми.
Статистическая физика фактически делится на статистическую механику и статистическую теорию поля. В свою очередь статистическую механику обычно делят на равновесную и неравновесную.
Предсказания статистической физики и термодинамики носят вероятностный характер. В этом проявляется специфика статистических закономерностей, присущих именно макроскопическим телам. Вероятностный характер предсказаний позволяет сблизить классическое рассмотрение с квантовым, в котором вероятность лежит в природе вещей. Такой характер связан с тем, что результаты получаются на основании меньшего количества данных, чем это нужно для полного механического описания. Если макроскопическое тело наблюдается в течение достаточно большого времени, то величины, характеризующие это тело, окажутся практически постоянными. Тем самым, вычисляя средние значения величин, мы можем делать предсказания.
Статистическая физика описывает как из движений частиц системы складывается усреднённая картина развития системы в целом.
Многие выводы и утверждения классической и квантовых статистик легко переводятся простыми правилами соответствия с классического языка на квантовый и обратно. В этом смысле они оказываются едиными для обеих статистик.

## Основные понятия
- Фазовое пространство
- Статистический вес
- Статистическая сумма
- Микроканонический ансамбль
- Канонический ансамбль
- Большой канонический ансамбль
- Функция распределения (в математике её называют плотностью вероятности).
- Энтропия.
- Статистика Максвелла — Больцмана.
- Статистика Бозе — Эйнштейна.
- Статистика Ферми — Дирака.

## Статистическая физика и термодинамика
Статистическая физика даёт вывод термодинамики многих реальных систем: идеальных газов, реальных газов, квантовых газов, простых конденсированных сред (например, идеальных кристаллов, спиновых цепочек). В частности, она даёт явные соотношения для используемых в термодинамике энтропии, термодинамической работы, внутренней энергии и объясняет закон неубывания энтропии.

## Математические методы в статистической физике
Математические методы, которые применяются в статистической физике, очень разнообразны. Это методы квантовой механики и квантовой теории поля, теория нелинейных уравнений, теория стохастических дифференциальных уравнений, а также различные методы математической физики. Важную роль в статистической физике играют численные методы, требующие очень мощных вычислительных машин. К ним относятся метод Монте-Карло и метод молекулярной динамики, которые позволяют моделировать реальные процессы и явления и получать информацию, недоступную другим методам.

## Учёные и университеты
Значительный вклад в разное время в развитие статистической физики внесли Джеймс Кларк Максвелл, Альберт Эйнштейн, Энрико Ферми, Ричард Фейнман, Л. Д. Ландау, В. А. Фок, Вернер Гейзенберг, Н. Н. Боголюбов и другие. Статистической физикой занялись в известном ядерном центре в Лос-Аламосе, в Принстоне с помощью Пентагона был организован очень большой отдел для исследования турбулентности, известный европейский центр — Голландский институт атомной и молекулярной физики в последнее время почти целиком занят статистической физикой. Работы в этой области ведутся также в Сакли (Париж), Институте Макса Планка и других научных центрах.

## Достижения
Такие напряжённые исследования не могли не дать соответствующих результатов. Статистическая физика позволила объяснить и количественно описать сверхпроводимость, сверхтекучесть, турбулентность, коллективные явления в твёрдых телах и плазме, структурные особенности жидкостей. Она лежит в основе современной астрофизики. Именно статистическая физика позволила создать такую интенсивно развиваемую науку как физика жидких кристаллов и построить теорию фазовых переходов и критических явлений. Многие экспериментальные методы исследования вещества целиком базируются на статистическом описании системы. К ним относятся, прежде всего, рассеяние холодных нейтронов, рентгеновских лучей, видимого света, корреляционная спектроскопия и т. д.
Многие выдающиеся физики были удостоены Нобелевской премии за работы в области статистической физики. В частности, в 2000-е годы было вручено 2 премии за исследования в области статистической физики: в 2001 году «За достижения в изучении процессов конденсации Бозе-Эйнштейна в среде разрежённых газов и за начальные фундаментальные исследования характеристик конденсатов» были отмечены Эрик Корнелл, Вольфганг Кеттерле, Карл Виман, а также в 2003 году «За создание теории сверхпроводимости второго рода и теории сверхтекучести жидкого гелия-3» были отмечены Энтони Леггет и российские физики Алексей Алексеевич Абрикосов и Виталий Лазаревич Гинзбург.